# Оружейний (бізнес центр)
Оружейний (рос. Оружейный) — багатофункціональний комплекс який розташований в самому центрі Москви. за адресою Оружейний провулок, д. 41-45 використовується як діловий центр класу А +. багатофункціональний комплекс, складається з різновисоких східчасто-вертикальних обсягів: головного 28-поверхового і прилеглих до нього двох 13-поверхових офісних блоків. За функціональним призначенням комплекс ділиться на офісну (секції «А» і «Б») і торгову (секція «С») частини. Торгова частина включає багаторівневий атріум, супермаркет, бутіки, ресторан. До неї примикає зона фітнесу з басейном і ін. Шість підземних рівнів займає автостоянка. Загальна площа комплексу становить 183 000 кв. м.

## Транспортна доступність
Поруч пролягають Садова-Каретна, Долгоруковська та Краснопролетарська вулиці. Менше ніж за 10 хвилин можна дійти до станцій метро «Новослобідська», «Маяковська», «Чеховська».

## Галерея

- Файл:Oruzheiny Complex Tower.jpg
- Файл:Oruzheiny Tower.jpg